# Juan Carlos Sanhueza
Juan Carlos Sanhueza Gómez (Chillán, Chile, 17 de mayo de 1989) es un futbolista chileno. Juega de defensa y su equipo actual es el Deportivo Ñublense de la Primera División B de Chile. 
Es un juvenil ascendido el año 2007 por el entrenador de Ñublense, Luis Marcoleta. Debutó contra Cobreloa el 2007, partido ganado 3-2 y arrancó como titular en el partido contra O'Higgins en el Torneo Clausura 2008, partido que terminó 2-2.

## Clubes
| Club              | País  | Año           |
| ----------------- | ----- | ------------- |
| Ñublense          | Chile | 2007 - 2008   |
| Colchagua         | Chile | 2009-2010     |
| Unión Santa María | Chile | 2011          |
| Ñublense          | Chile | 2012-presente |

- Datos: Q5408790